# Rio Vista (Californie)
Pour les articles homonymes, voir Rio Vista.
Rio Vista est une ville du comté de Solano en Californie, aux États-Unis.

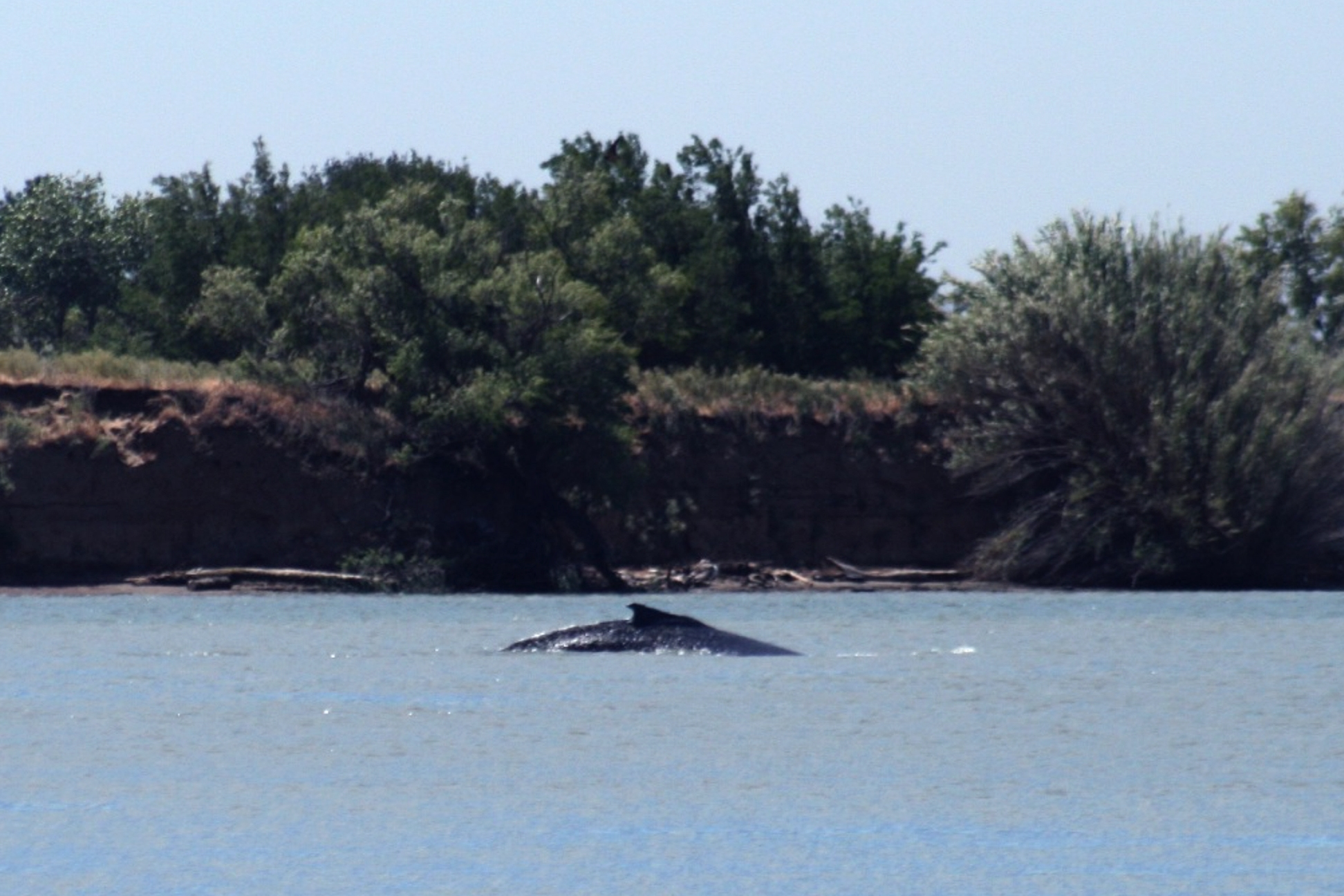
Humphrey la baleine dans la fleuve Sacramento

## Démographie
| 1870 | 1880 | 1890 | 1900 | 1910 | 1920  |
| ---- | ---- | ---- | ---- | ---- | ----- |
| 319  | 666  | 648  | 682  | 884  | 1 104 |

| 1930  | 1940  | 1950  | 1960  | 1970  | 1980  |
| ----- | ----- | ----- | ----- | ----- | ----- |
| 1 309 | 1 666 | 1 831 | 2 616 | 3 135 | 3 142 |

| 1990  | 2000  | 2010  | - | - | - |
| ----- | ----- | ----- | - | - | - |
| 3 316 | 4 571 | 7 360 | - | - | - |